# ديفيد بروس (صحفي)
ديفيد بروس (بالإنجليزية: David Bruce)‏ هو صحفي نيوزلندي، ولد في 20 يونيو 1824، وتوفي في 15 ديسمبر 1911.